# Udenopogon
Udenopogon is een vliegengeslacht uit de familie van de roofvliegen (Asilidae).

## Soorten
- U. inscriptus Becker in Becker & Stein, 1913